# Progar
Progar (izvirno srbsko Прогар) je naselje v Srbiji, ki upravno spada pod Mestno občino Zemun; slednja pa je del Mesta Beograd.

## Demografija
V naselju živi 1156 polnoletnih prebivalcev, pri čemer je njihova povprečna starost 40,1 let (39,0 pri moških in 41,2 pri ženskah). Naselje ima 445 gospodinjstev, pri čemer je povprečno število članov na gospodinjstvo 3,27.
To naselje je, glede na rezultate popisa iz leta 2002, večinoma srbsko.
|  |

| Demografija | Demografija     | Demografija     |
| Leto        | Št. prebivalcev | Št. prebivalcev |
| ----------- | --------------- | --------------- |
|             |                 |                 |
|             |                 |                 |
|             |                 |                 |
|             |                 |                 |
| 1948        | 1354            |                 |
| 1953        | 1267            |                 |
| 1961        | 1354            |                 |
| 1971        | 1239            |                 |
| 1981        | 1367            |                 |
| 1991        | 1457            | 1381            |
| 2002        | 1524            | 1455            |
|             |                 |                 |

| Etnična sestava po popisu iz leta 2002 | Etnična sestava po popisu iz leta 2002 | Etnična sestava po popisu iz leta 2002 | Etnična sestava po popisu iz leta 2002 | Etnična sestava po popisu iz leta 2002 |
| -------------------------------------- | -------------------------------------- | -------------------------------------- | -------------------------------------- | -------------------------------------- |
| Srbi                                   | Srbi                                   |                                        | 1.381                                  | 94,91%                                 |
| Jugoslovani                            | Jugoslovani                            |                                        | 9                                      | 0,61%                                  |
| Hrvati                                 | Hrvati                                 |                                        | 8                                      | 0,54%                                  |
| Madžari                                | Madžari                                |                                        | 8                                      | 0,54%                                  |
| Slovaki                                | Slovaki                                |                                        | 5                                      | 0,34%                                  |
| Romi                                   | Romi                                   |                                        | 3                                      | 0,20%                                  |
| Črnogorci                              | Črnogorci                              |                                        | 2                                      | 0,13%                                  |
| Makedonci                              | Makedonci                              |                                        | 2                                      | 0,13%                                  |
| Slovenci                               | Slovenci                               |                                        | 1                                      | 0,06%                                  |
| Rusini                                 | Rusini                                 |                                        | 1                                      | 0,06%                                  |
| Romuni                                 | Romuni                                 |                                        | 1                                      | 0,06%                                  |
| Nemci                                  | Nemci                                  |                                        | 1                                      | 0,06%                                  |
| Neznano                                | Neznano                                |                                        | 16                                     | 1,09%                                  |